# Langzeitstudie Massenkommunikation
Die ARD/ZDF-Massenkommunikation Langzeitstudie beobachtet seit 1964 die Entwicklung der Mediennutzung und -bewertung in Deutschland. Auftraggeber ist die ARD/ZDF-Forschungskommission. Die Planung und Durchführung der Langzeitstudie obliegt den ARD/ZDF-Projektgruppen Massenkommunikation und MK Trends.

## Geschichte
Die Studie Massenkommunikation wurde erstmals 1964/65 durchgeführt. Nach Fortsetzungen 1970 und 1974 erscheint die Studie seit 1980 im Fünfjahresrhythmus, zuletzt im Jahr 2020. Seit 1970 wurde die Studie von Marie Luise Kiefer (bis 1996) und Klaus Berg (bis 2002) geleitet. 
In den ersten Wellen der Studie wurden die drei tagesaktuellen Medien Fernsehen, Radio und Tageszeitung untersucht. Ab 1980 bzw. 1985 kamen weitere Medien hinzu: Zeitschriften, Bücher, Tonträger und Videos. Ab 2000 wurde das Internet in die Untersuchung einbezogen. Seit dem Jahr 2017 ist die Studie Massenkommunikation Teil der Studienreihe „Medien und ihr Publikum“ (MiP). Jährliche Referenzdaten zur Mediennutzung und -bewertung werden unter dem Label ARD/ZDF-Massenkommunikation Trends (MK Trends) veröffentlicht. Ebenfalls unter dem Dach der Studienreihe MiP wird jährlich die ARD/ZDF-Onlinestudie durchgeführt.

## Forschungsfragen
Untersuchungsgegenstand der Langzeitstudie ist die langfristige Entwicklung der Mediennutzung, die Aneignung und der Umgang der Menschen mit den technischen und programmlichen Innovationen in diesem Bereich. Ein besonderes Augenmerk liegt auf dem Intermediavergleich, der in grundlegenden Forschungsfragen operationalisiert wird:
- Wie hoch ist die Tagesreichweite der Medien und wie viel Zeit nimmt die Nutzung dieser Medien im Tagesablauf in Anspruch?
- Wie wirkt sich ein neues Medienangebot auf die Nutzung der anderen Medien aus?
- Aus welchen Gründen werden Medienangebote genutzt (Nutzungsmotive), welche Funktionen haben sie für ihre Nutzer?
- Welche Leistungen erbringen Medien aus Nutzersicht?

Neben dem zentralen Untersuchungsbereich der Mediennutzung und -bewertung im Intermediavergleich spielen weitere Themenbereiche in der Langzeitstudie eine Rolle: Politikinteresse bzw. Medien als Informationsquelle über das politische Geschehen, Nutzererwartungen hinsichtlich der zukünftigen Entwicklung der Medien, Akzeptanz von Werbung u. a.

## Methode
Die Studie Massenkommunikation ist eine repräsentative Befragung der deutschsprachigen Bevölkerung ab 14 Jahren in Deutschland. Sie ist eine klassische Zeitbudgetstudie, bei der relevante Aktivitäten am „gestrigen Tag“ in einem Raster von 15 Minuten abgefragt werden. Das Kernstück der Studie Massenkommunikation, der Tagesablauf, enthält ergänzend zur Mediennutzung auch Alltagsaktivitäten, wie zum Beispiel Schlafen, Essen, Körperpflege, Erwerbs- und Hausarbeit. Aktivitäten und Mediennutzung können danach unterschieden werden, ob sie zu Hause oder außer Haus stattgefunden haben. Die Studie wurde in den Jahren 2017 und 2020 grundlegend überarbeitet und an die Nutzungsoptionen Sehen (Bewegtbild), Hören (Audio) sowie Lesen (Text) angepasst, um die dynamische Entwicklung von klassischen und digitalen Medienangeboten abbilden zu können.
Die ARD/ZDF-Massenkommunikation Langzeitstudie besteht aus zwei Studienteilen, die mittels Datenfusion zu einer Gesamtstudie zusammengefügt werden:
- Im Rahmen der Kernstudie „Massenkommunikation Trends“ (MK-Trends) werden jährlich Nutzungsfrequenzen verschiedener Medienangebote sowie die Mediennutzung im Tagesablauf und einige Bewertungen (z. B. im Vergleich öffentlich-rechtlicher und privater Angebote) erfragt.
- Im fünfjährlich erhobenen „Modul Massenkommunikation Langzeitstudie“ werden Nutzungsmotive der Medienangebote und eine Leistungsbewertung verschiedener Medienanbieter sowie weitere Aspekte (Informationsquellen für Politik, zukünftige Medienentwicklung u. a.) erfasst.

Die Daten der ARD/ZDF-Massenkommunikation Langzeitstudie 2020 basieren auf einer repräsentativen Dual-Frame-Stichprobe (60 % Festnetz, 40 % Mobilfunk) von insgesamt 3003 deutschsprachigen Personen. Die telefonische Befragung (CATI) dauerte von Ende Januar bis Ende April 2020. Durchführendes Institut war GIM, Wiesbaden. Die Fusion der Daten aus den beiden Teilen der Studie erledigte Ankordata, Frankfurt.

## Veröffentlichung
Die Langzeitstudie Massenkommunikation wird in der Fachzeitschrift Media Perspektiven veröffentlicht. Bis 2015 wurden die Ergebnisse auch in Buchform publiziert. Seit 2020 verfügt die Studie über eine eigene Webpräsenz.